# Обрій (мікрорайон Харкова)
Обрій (рос. Горизонт) — мікрорайон, розташований в Індустріальному районі міста Харкова, розміщений у східній частині Харкова, за кільцевою дорогою. Входить до складу Роганьського житлового масиву.
Мікрорайон поділяється бульваром Дмитра Антоновича на дві частини: Обрій-1 і Обрій-2. 
Мікрорайон розташований на околиці, при цьому, територія, що прилягає до мікрорайону, призначена до активної забудови. Мікрорайон знаходиться в декількох хвилинах їзди від станції  «Індустріальна», має необхідну інфраструктуру.

## Історія
На місці сучасного мікрорайону в роки німецько-радянської війни розташовувався військовий аеродром — Аеродром Рогань, який в повоєнний час був аеродромом Харківського військового училища льотчиків імені С. І. Грицевця (закритий у 1972 році). 
Забудова мікрорайону розпочалася на початку 1990-х років. Спочатку, згідно з проектною документацією, він зводився як різні мікрорайони «Обрій-1», «Обрій-2» і так далі.
Частина мікрорайону не була добудована, тому вона має вигляд не кола, а сегмента кола.
У часи повномасштабного вторгнення деякі будинки мікрорайону зазнали руйнувань через російські обстріли

## Транспорт
До житлового масиву Обрій курсують:
- приміські електропоїзди Лосєве — Гракове через зупинний пункт Обрій [5]
- тролейбуси № 46 та 53.
- автобуси № 137е, 147е